# Dial M for Murder
Dial M for Murder is een Amerikaanse film uit 1954 van regisseur Alfred Hitchcock. De thriller werd in stereo opgenomen, maar wordt meestal niet in stereo vertoond. Het verhaal is gebaseerd op een toneelstuk. Het script van zowel dit toneelstuk als de film zijn geschreven door Frederick Knott.
Op een paar scènes na speelt de hele film op een enkele plek (de flat van Wendice) en afgezien van bijrollen zijn er slechts vijf acteurs: Ray Milland, Grace Kelly, Robert Cummings, John Williams en Anthony Dawson.

## Inhoud
Tony Wendice leeft van het vermogen van zijn gefortuneerde vrouw Margot, maar hij vreest dat ze een scheiding overweegt, waardoor hij aan de bedelstaf zou komen. Hij besluit haar te vermoorden om haar geld in handen te krijgen. Tony chanteert Swann om het karwei op te knappen. De zaak wordt goed voorbereid en er lijkt niets mis te kunnen gaan.
Op de geplande avond pakt Tony Margots sleutel uit haar handtas en legt die buiten onder de traploper, zoals hij met Swann heeft afgesproken. Daarna verlaat hij het huis. Margot blijft thuis. De afspraak is dat Wendice op een bepaald tijdstip naar huis zal opbellen, en als Margot dan nietsvermoedend de telefoon beantwoordt, heeft Swann de gelegenheid haar te wurgen.
Swann vindt de sleutel en gaat het huis binnen. De telefoon rinkelt, Margot loopt erheen en Swann probeert haar te wurgen. De moord mislukt echter: Margot verweert zich en steekt Swann dood. Dat maakt Tony niet zo veel uit: als noodweer niet bewezen kan worden komt Margot immers aan de galg. Tony verandert na thuiskomst wat aan de sporen. Hij haalt de sleutel uit Swanns zak en doet hem terug in Margots handtas. Margot wordt gearresteerd en ter dood veroordeeld. Intussen bedenkt Margots vriend, de detectiveschrijver Mark Halliday, een alternatief scenario dat niet in strijd is met de gevonden sporen. Daarmee hoopt hij Margot te redden. Onbedoeld blijkt dit scenario dat hij uitwerkt identiek te zijn aan wat er werkelijk is gebeurd.
Rechercheur Hubbard is nog niet tevreden. Margots handtas bevindt zich in de gevangenis. Hubbard haalt daar de sleutel uit en probeert Wendice' flat te betreden. De sleutel past echter niet. Hubbard zoekt verder en vindt de goede sleutel onder de traploper, waar Swann hem had teruggelegd voordat hij de flat betrad. Bovendien blijkt dat de sleutel uit de handtas op het appartement van Swann past. Dat geeft te denken.
Hubbard besluit een val op te zetten. Op de dag voor de geplande executie gaat hij naar Wendice om zijn medeleven te betuigen. Hij zegt dat Wendice de eigendommen van zijn vrouw in de gevangenis kan ophalen. Stiekem maakt hij zich meester van Wendice' sleutel, waarna hij afscheid neemt en vertrekt. Wendice vertrekt ook en Hubbard gaat de flat weer binnen. Hij belt op naar de gevangenis en geeft opdracht Margot vrij te laten. Margot krijgt haar handtas terug en wordt thuisgebracht. Haar sleutel past echter niet en Hubbard laat haar binnen. Margot zegt dat ze niet begrijpt waarom ze ineens werd vrijgelaten en evenmin waardoor de sleutel niet paste.
Hubbard vraagt een collega de handtas (met de sleutel) weer naar de gevangenis te brengen.
Tony Wendice komt thuis en merkt dat hij zijn sleutel kwijt is. Hubbard gluurt door de gordijnen zonder zich te laten zien. Wendice vertrekt weer en komt even later terug met Margots handtas. Nu heeft hij een sleutel maar die blijkt niet te passen. Wendice denkt na. Hij herinnert zich dat hij de sleutel uit de zak van Swann in Margots handtas deed. Hij voelt onder de traploper en vindt daar de goede sleutel. Hij gaat naar binnen en realiseert zich dat hij in de val is gelopen.

## Rolverdeling
| Acteur          | Personage                    |
| --------------- | ---------------------------- |
| Ray Milland     | Tony Wendice                 |
| Grace Kelly     | Margot Wendice               |
| Robert Cummings | Mark Halliday                |
| John Williams   | Rechercheur Hubbard          |
| Anthony Dawson  | Huurmoordenaar Charles Swann |

Hitchcock heeft een cameo in de film als een man op een reüniefoto, die 13 minuten na aanvang van de film te zien is.

## Achtergrond

### Productie
De film staat vooral bekend om de montage, vooral in de scène waarin Swann probeert Margot te vermoorden, en Tony ongeduldig bij een telefooncel wacht op het bericht dat Swann in zijn opdracht is geslaagd.
De film maakt gebruik van dezelfde claustrofobische atmosfeer als enkele van Hitchcocks eerdere films: Lifeboat, Rope, en Rear Window. Alles speelt zich af in een kleine ruimte.
Er is geen echte rechtbankscène in de film. De betreffende scène is opgenomen op een manier om de indruk te wekken dat de personages zich in een rechtszaal bevinden. In werkelijkheid ziet men alleen een close-up van Margot terwijl de andere aanwezigen enkel worden gehoord.
Na I Confess (1953) wilde Hitchcock eigenlijk de film The Bramble Bush, gebaseerd op een roman van David Duncan, gaan regisseren. Er waren echter problemen met het script en budget, waardoor de samenwerking tussen Hitchcock en Sidney Bernstein stukliep.
De titel, Kies M voor moord, verwijst naar de rol die de telefoon in de film speelt. In Engeland stonden niet alleen cijfers maar ook letters op een kiesschijf, zodat het mogelijk was een M te kiezen.

### Wetenswaardigheden
- De kleuren van Grace Kelly's kledij worden steeds donkerder naarmate de film vordert.
- Kelly en Alfred Hitchcock werkten eerder ook al samen aan Rear Window en To Catch a Thief.
- De film is uit 1954. In 1955 is in het Verenigd Koninkrijk (waar het verhaal zich afspeelt) voor het laatst een vrouw geëxecuteerd.

### Soortgelijke films en remakes

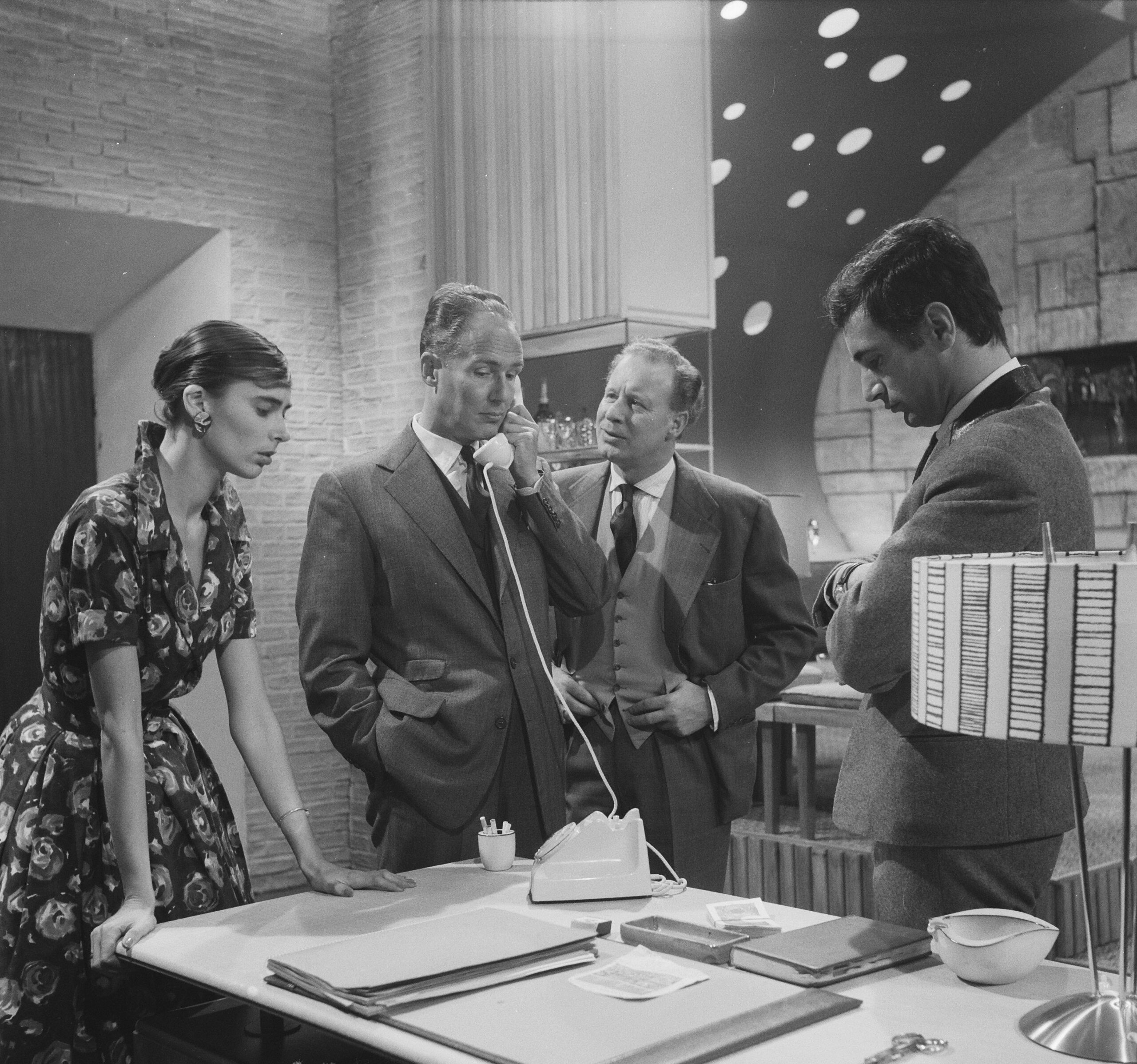
Nederlands televisiespel U spreekt met uw moordenaar (1960)

Dial M for Murder wordt soms verward met een andere film met een soortgelijk thema: Midnight Lace (1960), met in de hoofdrollen Rex Harrison en Doris Day. John Williams heeft in beide films een rol als politierechercheur.
Er bestaan meerdere remakes van de film, waaronder een televisiefilm in 1981 met Angie Dickinson en Christopher Plummer. ABC produceerde in 1968 een twee uur durende remake, met Laurence Harvey als Tony, Diane Cilento als Margot en Hugh O'Brian als Max.
A Perfect Murder is een remake uit 1998, geregisseerd door Andrew Davis en in de hoofdrollen Michael Douglas en Gwyneth Paltrow.
In Bollywood werd eveneens een remake van de film gemaakt getiteld Aitbaar (1985), met Raj Babbar, Dimple Kapadia, en Suresh Oberoi.
In Nederland bracht regisseur Walter van der Kamp in 1960 voor de AVRO een televisiespel uit onder de titel U spreekt met uw moordenaar, met als spelers Henk van Ulsen, Maxim Hamel, Guus Oster, Jan Retèl en Sigrid Koetse.

## Prijzen en nominaties
In 1954 won Dial M for Murder drie prijzen:
- De NBR Award voor beste actrice (Grace Kelly)
- De NBR Award voor beste mannelijke bijrol (John Williams)
- De NYFCC Award voor beste actrice (Grace Kelly)

In 1955 werd de film voor nog eens twee prijzen genomineerd:
- De DGA Award voor Outstanding Directorial Achievement in Motion Pictures
- De BAFTA Film Award voor beste buitenlandse actrice (Grace Kelly)